# Pădurea Schitu - Dălhăuți
Pădurea Schitu - Dălhăuți este o arie protejată de interes național ce corespunde categoriei a IV-a IUCN (rezervație naturală de tip forestier) situată în județul Vrancea, pe teritoriul administrativ al comunei Cârligele.

## Localizare
Aria naturală cu o suprafață de 188,20 hectare se află în partea centrală a județului Vrancea, în estul Subcarpaților de Curbură acoperind bazinul superior al văii Dălhăuților, lângă drumul județean (DJ205B) care leagă satul Faraoanele de localitatea Blidari.

## Descriere

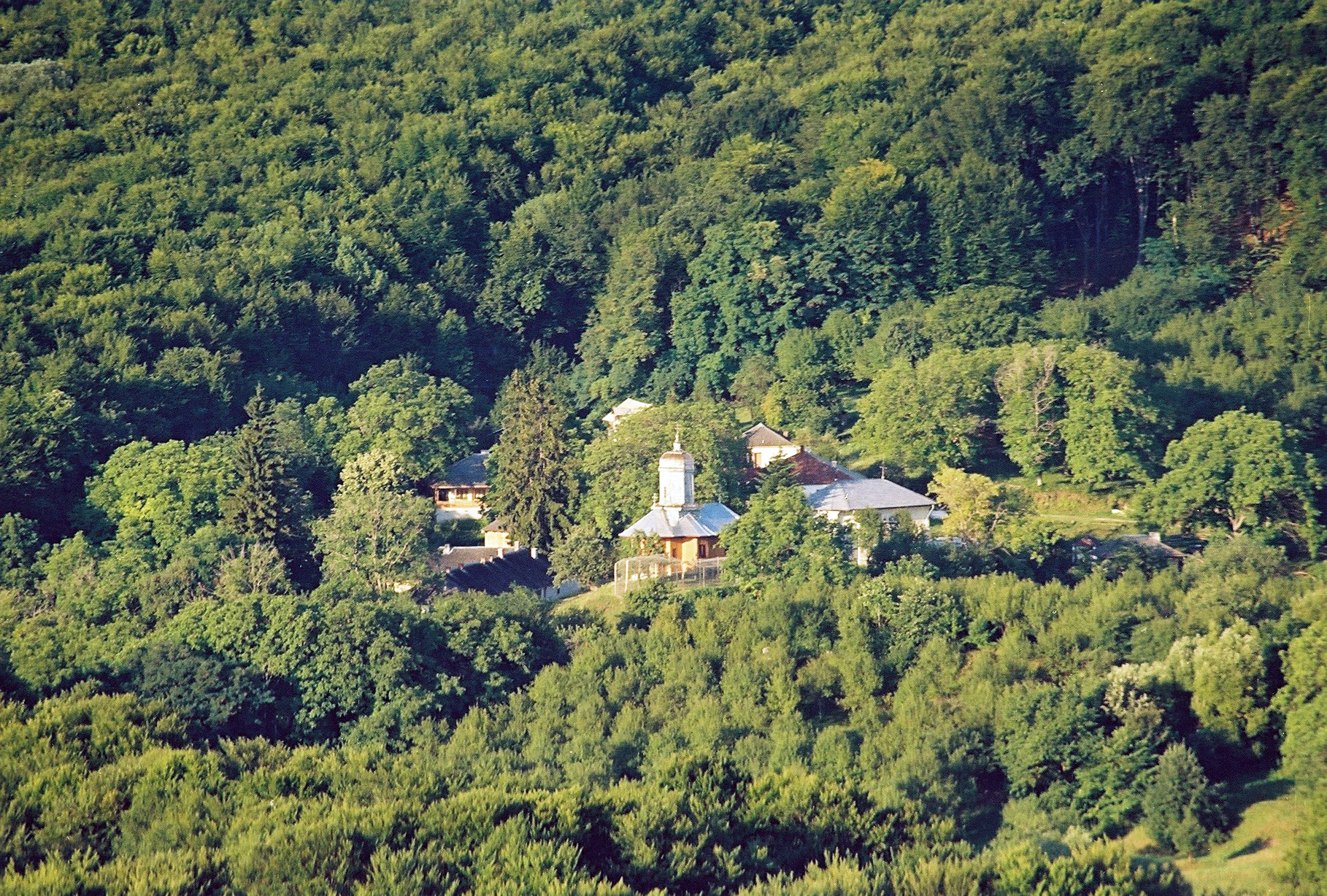
Mănăstirea Dălhăuţi aflată în imediata vecinătate a rezervației naturale

Rezervația naturală a fost declarată arie protejată prin Legea Nr.5 din 6 martie 2000 (privind aprobarea Planului de amenajare a teritoriului național Secțiunea a III-a - zone protejate) și reprezintă zona piemontană a Subcarpaților de Curbură, ce conservă habitate forestiere (păduri de fag și păduri de stejar în asociere cu carpen) cu floră și faună specifică Orientalilor. 
Rezervația naturală se suprapune ariei protejate Pădurea Dălhăuți (sit de importanță comunitară inclus în rețeaua ecologică europeană Natura 2000 în România) și se află în imediata apropiere a vechiului lăcaș de cult ortodox a Mănăstirii Dălhăuți.